# Ронгаш
Ронгаш — река в России, протекает по Бабушкинскому району Вологодской области. Устье реки находится в 3 км от устья Леджи по правому берегу. Длина реки составляет 10 км.
Исток находится в болотах в 48 км к юго-востоку от Тотьмы и в 16 км к юго-востоку от Села имени Бабушкина. Ронгаш течёт по лесу на северо-восток. Населённых пунктов на реке нет.

## Данные водного реестра
По данным государственного водного реестра России относится к Двинско-Печорскому бассейновому округу, водохозяйственный участок реки — Северная Двина от начала реки до впадения реки Вычегда, без рек Юг и Сухона (от истока до Кубенского гидроузла), речной подбассейн реки — Сухона. Речной бассейн реки — Северная Двина.
Код объекта в государственном водном реестре — 03020100312103000008343.